# Santiago de San Ramón
Santiago es un distrito del cantón de San Ramón, en la provincia de Alajuela, de Costa Rica.

## Geografía
Santiago cuenta con un área de 61,06 km² y una altitud media de 1130 m s. n. m.

## Demografía
Para el año 2022, Santiago cuenta con una población estimada de 6544 habitantes, y para el último censo efectuado, en 2011, Santiago contaba con una población de 4535 habitantes.

## Localidades
- Barrios: Arias, Montserrat.
- Poblados: Alto Santiago, Alto Salas, Angostura, Balboa, Cambronero, Constancia, Cuesta del Toro, Empalme, La Ese, León, Magallanes, Moncada, Río Jesús.

## Transporte

### Carreteras
Al distrito lo atraviesan las siguientes rutas nacionales de carretera:
- Ruta nacional 1
- Ruta nacional 756